# ISO 3166-2:EH
ISO 3166-2:EH es la entrada para el Sahara Occidental en ISO 3166-2, parte de los códigos de normalización ISO 3166 publicados por la Organización Internacional de Normalización (ISO), que define los códigos para los nombres de las principales subdivisiones (p. ej., provincias o estados) de todos los países codificados en ISO 3166-1.
Actualmente, no hay códigos ISO 3166-2 que definan las subdivisiones del Sahara Occidental.
El Sahara Occidental, un Estatus político del Sahara Occidental de facto controlado por Marruecos y reclamado por la República Árabe Saharaui Democrática, tiene oficialmente asignado el código ISO 3166-1 alpha-2 EH. Además, las siguientes regiones, provincias y prefecturas marroquíes situadas en el territorio del Sahara Occidental tienen asignados los códigos ISO 3166-2 bajo la ISO 3166-2:MA:
| Código | Nombre de la subdivisión (ar)                     | Pertenencia al Sahara Occidental |
| MA-12  | Dajla Rio de Oro (Dakhla Oued Ec Dahad)           | Total                            |
| MA-AOU | Auserd (Aouserd)                                  | Total                            |
| MA-OUD | Rio de Oro (Oued Ed Dahad)                        | Total                            |
| MA-10  | Guelmín Uad Nun (Guelmin Oued Noun)               | Parcial                          |
| MA-ASZ | Assa-Zag                                          | Parcial                          |
| MA-TNT | Tan-Tan                                           | Parcial                          |
| MA-11  | El Aaiún Saguía el Hamra (Laâyoune-Sakia El Hamra | Parcial                          |
| MA-BOD | Bojador (Boujdour)                                | Total                            |
| MA-ESM | Smara (Es Semara)                                 | Parcial                          |
| MA-LAA | El Aaiún (Laayoune)                               | Total                            |
| MA-TAF | Tarfaya                                           | Parcial                          |